# Gimme Shelter (1970)
Gimme Shelter é um documentário estadunidense de 1970. O filme foi dirigido por Albert e David Maysles e Charlotte Zwerin e narra as últimas semanas de turnê dos Rolling Stones nos Estados Unidos em 1969 que culminaram com o desastroso Concerto de Altamont. O filme tem o nome de Gimme Shelter, a faixa principal do álbum de 1969 Let It Bleed. O filme foi exibido no Festival de Cannes de 1971, mas não concorreu da competição principal.

O filme faz parte da lista dos 1000 melhores filmes de todos os tempos do The New York Times.

## Ligações Externas
Gimme Shelter no IMDb 